# آفرینش‌گرایی زمین جوان
آفرینش‌گرایی یا خلقت‌گرایی زمین جوان (در این مقاله به اختصار آ. ز.ج.) باوری مذهبی است که جهان، زمین و تمام حیات روی زمین به‌طور مستقیم توسط خدای دین‌های ابراهیمی در مدت زمان کوتاهی، بین ۵۷۰۰ تا ۱۰۰۰۰ سال پیش آفریده شده‌است. پیروان اصلی آن مسیحیان و یهودیانی هستند که معتقدند جهان در شش روز ۲۴ ساعته، بر پایه تفسیر تحت‌الفظی داستان آفرینش خلق شده‌است. آفرینش‌گرایی زمین کلان‌سال، برخلاف آ.ز.ج. (آفرینش‌گرایی زمین جوان) معتقد به تفسیری استعاری از سفر پیدایش، و به سن به‌طور علمی تخمین زده شده زمین و جهان است.